# لاوكو
لاوكو ( Friulian ) هي كوموني (بلدية) في مقاطعة أوديني في منطقة فريولي فينيتسيا جوليا الإيطالية ، وتقع على بعد حوالي 110 كيلومتر (68 ميل) شمال غرب ترييستي وحوالي 45 كيلومتر (28 ميل) شمال غرب أوديني .
تقع لاوكو على حدود ما يلي: أوفارو، رافيو، سوتريو، تولميزو، فيلا سانتينا وزوليو.